# Soběchleby
Soběchleby är en ort i Tjeckien.   Den ligger i regionen Olomouc, i den östra delen av landet, 240 km öster om huvudstaden Prag. Soběchleby ligger 285 meter över havet och antalet invånare är 604.
Terrängen runt Soběchleby är platt åt sydväst, men åt nordost är den kuperad. Terrängen runt Soběchleby sluttar västerut.Runt Soběchleby är det ganska tätbefolkat, med 86 invånare per kvadratkilometer. Närmaste större samhälle är Přerov, 14,7 km väster om Soběchleby. Trakten runt Soběchleby består till största delen av jordbruksmark.